# Tectaria sparsiflora
Tectaria sparsiflora là một loài thực vật có mạch trong họ Dryopteridaceae. Loài này được (Hook.) Alston miêu tả khoa học đầu tiên năm 1934.